# Езогелін-чорба
Езогелін чорба або Суп нареченої (англ. Ezogelin soup; тур. Ezogelin çorbası) — традиційний суп турецької кухні. Основними інгредієнтами супу є булгур та червона сочевиця. Походження супу приписують нареченій Езо з Газіантепу.

## Опис приготування
Рецепт цього супу досить простий. Езогелін чорба готують переважно з помідорів (або томатної пасти), рису, булгуру та червоної сочевиці.
Спочатку підсолений бульйон доводять до кипіння і додають булгур. Далі його варять ще 10 хв. Потім 4 хв. обсмажують цибулю, м'яту та часник. Додають до цього всього томатну пасту (або помідори), 2 ст. ложки бульйону. До булгуру додають сочевицю та томатне смаження. Після цього суп потрібно посолити та поперчити та варити ще 5 хв..

## Історія рецепта
Іноді назву супу пов'язують з назвою селища Езо Гелін, розташованого на півночі Туреччини, в якому на початку XX століття жила турецька дівчина, на ім'я Езо. Одного разу вона зварила суп з сочевиці, який назвали Ezo gelin çorbası або «Суп нареченої Езо». З того часу в деяких регіонах Туреччини кожна наречена напередодні свого весілля має варити цей суп.

## Галерея

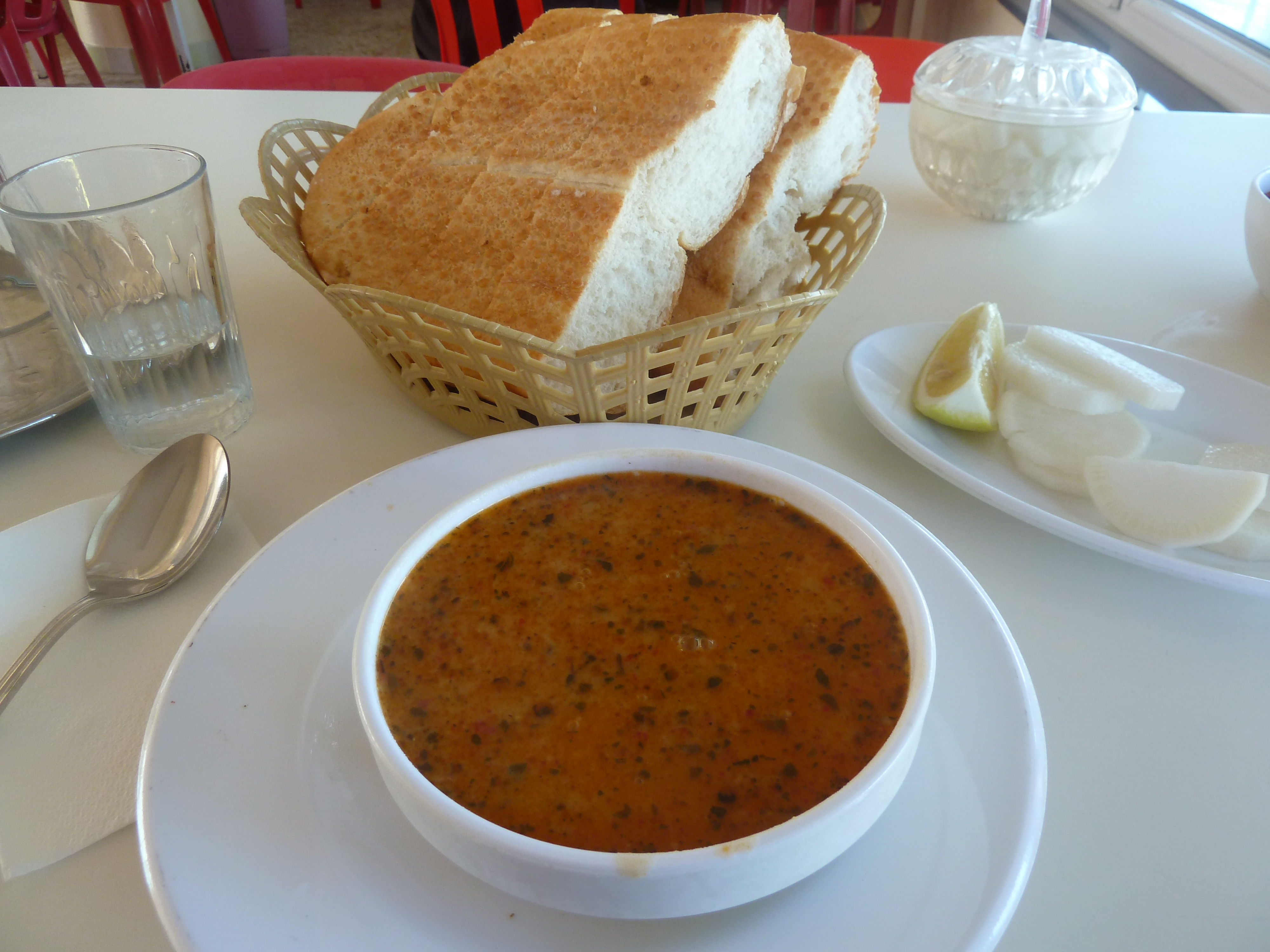
Езогелін з хлібом
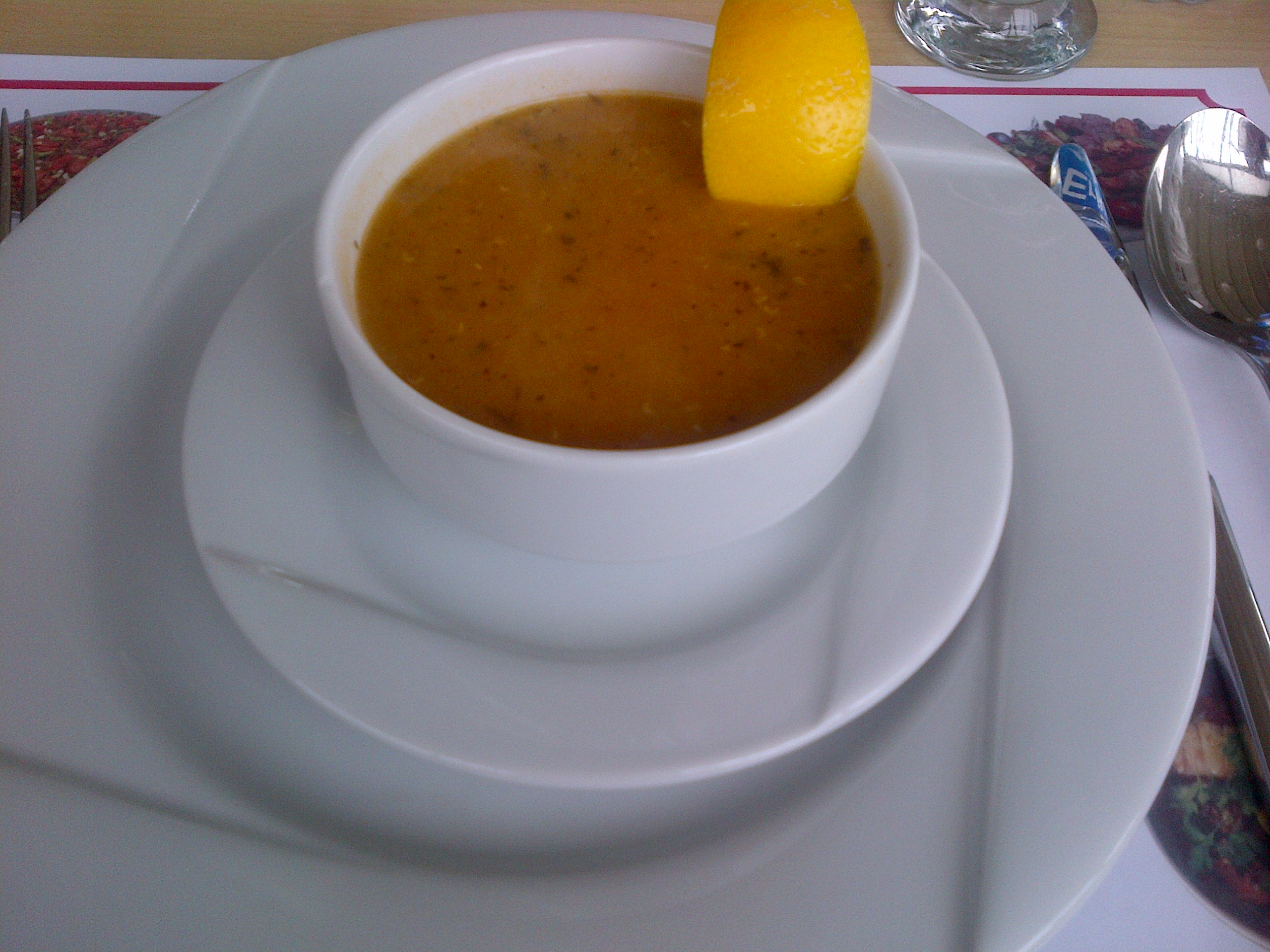
Турецький суп
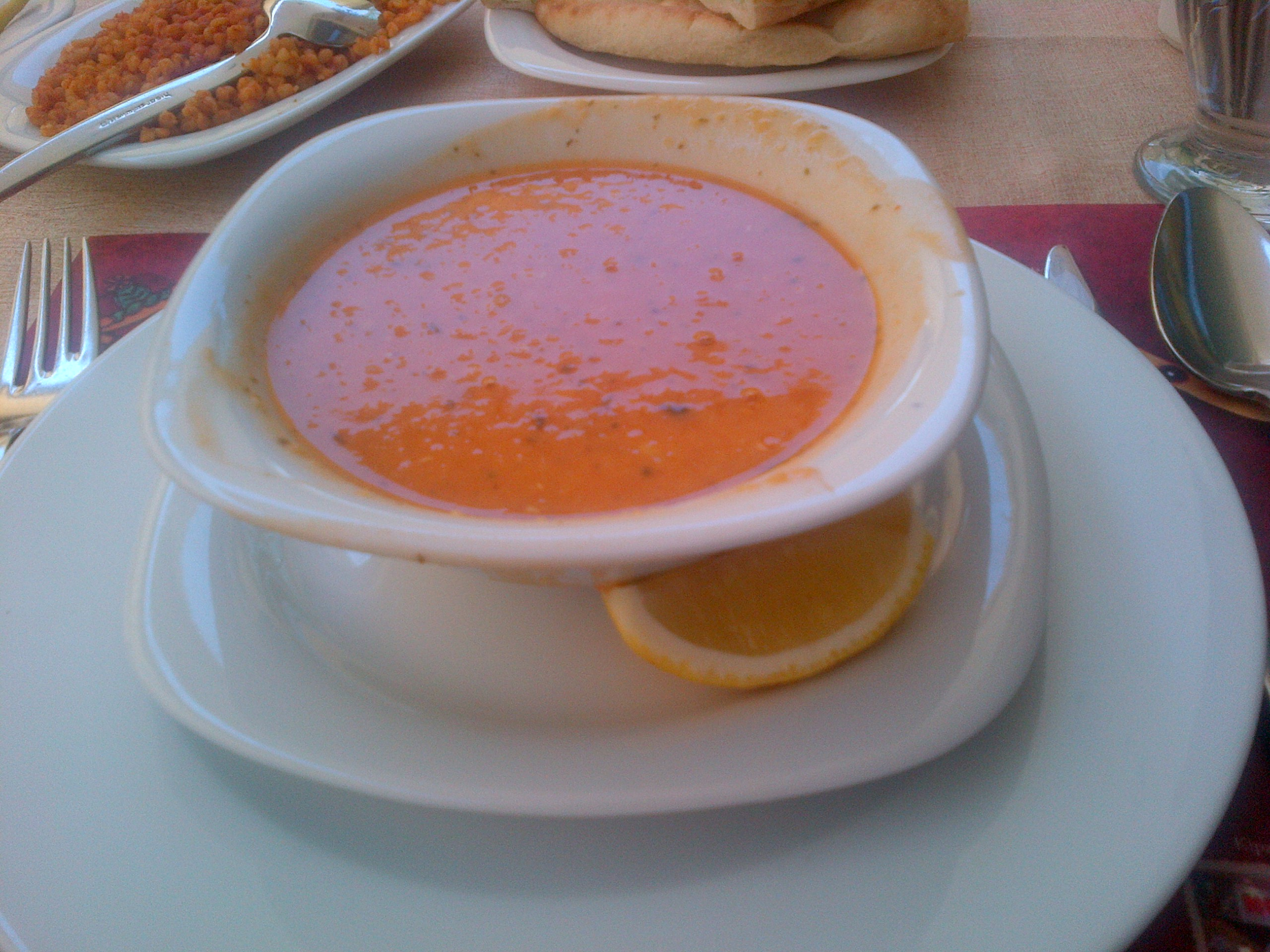
Езогелін чорба